# Гошен (Коннектикут)
Гошен (англ. Goshen) — місто (англ. town) в США, в окрузі Лічфілд штату Коннектикут. Населення — 3150 осіб (2020).

## Демографія
Згідно з переписом 2010 року, у місті мешкало 2976 осіб у 1192 домогосподарствах у складі 885 родин. Було 1664 помешкання
Расовий склад населення:
| - 97,4 % — білих - 1,2 % — азіатів - 0,3 % — чорних або афроамериканців - 0,1 % — корінних американців |

До двох чи більше рас належало 0,6 %. Частка іспаномовних становила 2,3 % від усіх жителів.
За віковим діапазоном населення розподілялося таким чином: 20,7 % — особи молодші 18 років, 61,9 % — особи у віці 18—64 років, 17,4 % — особи у віці 65 років та старші. Медіана віку мешканця становила 48,3 року. На 100 осіб жіночої статі у місті припадало 97,6 чоловіків;  на 100 жінок у віці від 18 років та старших — 98,1 чоловіків також старших 18 років.
Середній дохід на одне домашнє господарство  становив 106 698 доларів США (медіана — 96 026), а середній дохід на одну сім'ю — 116 567 доларів (медіана — 111 316). Медіана доходів становила 71 522 долари для чоловіків та 62 656 доларів для жінок. За межею бідності перебувало 9,6 % осіб, у тому числі 3,8 % дітей у віці до 18 років та 5,5 % осіб у віці 65 років та старших.
Цивільне працевлаштоване населення становило 1399 осіб. Основні галузі зайнятості: освіта, охорона здоров'я та соціальна допомога — 28,4 %, науковці, спеціалісти, менеджери — 11,7 %, виробництво — 10,0 %, роздрібна торгівля — 9,1 %.